# رود كاغان
رود كاغان (بالإنجليزية: Rod Kagan)‏ هو نحات أمريكي، ولد في 25 مارس 1940، وتوفي في 14 ديسمبر 2010.